# 斯托尼溪站
斯托尼溪站 （英語：Stony Brook）位于麻薩諸塞州波士顿牙买加平原社区，是波士顿地铁橙线无障碍车站。车站位于博伊尔斯顿街沉降走廊，西南走廊项目中建造，用于替代1897年建的老旧车站。新车站于1987年5月4日启用，客流量不大，据2013年客流量统计，车站工作日日均客流量为3652人，为橙线所有车站中倒数第二，仅次于临近的绿街站。

## 历史

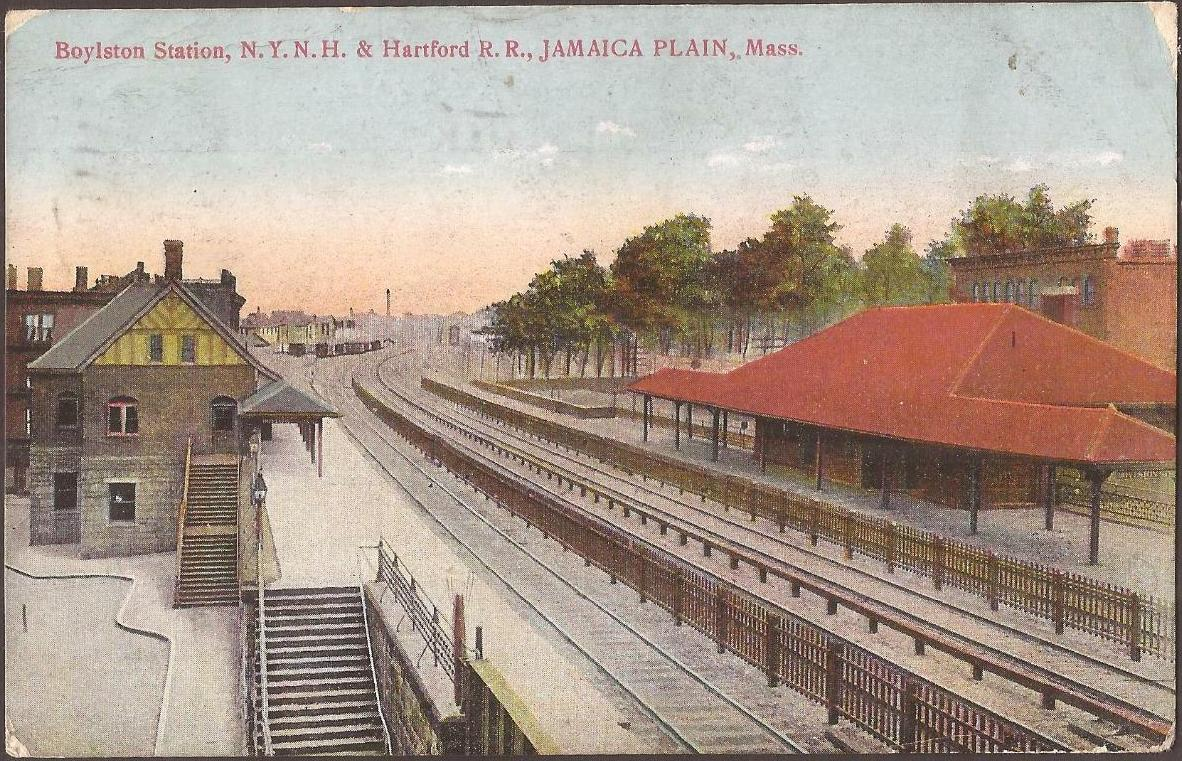
1910年前后的博伊尔斯顿站

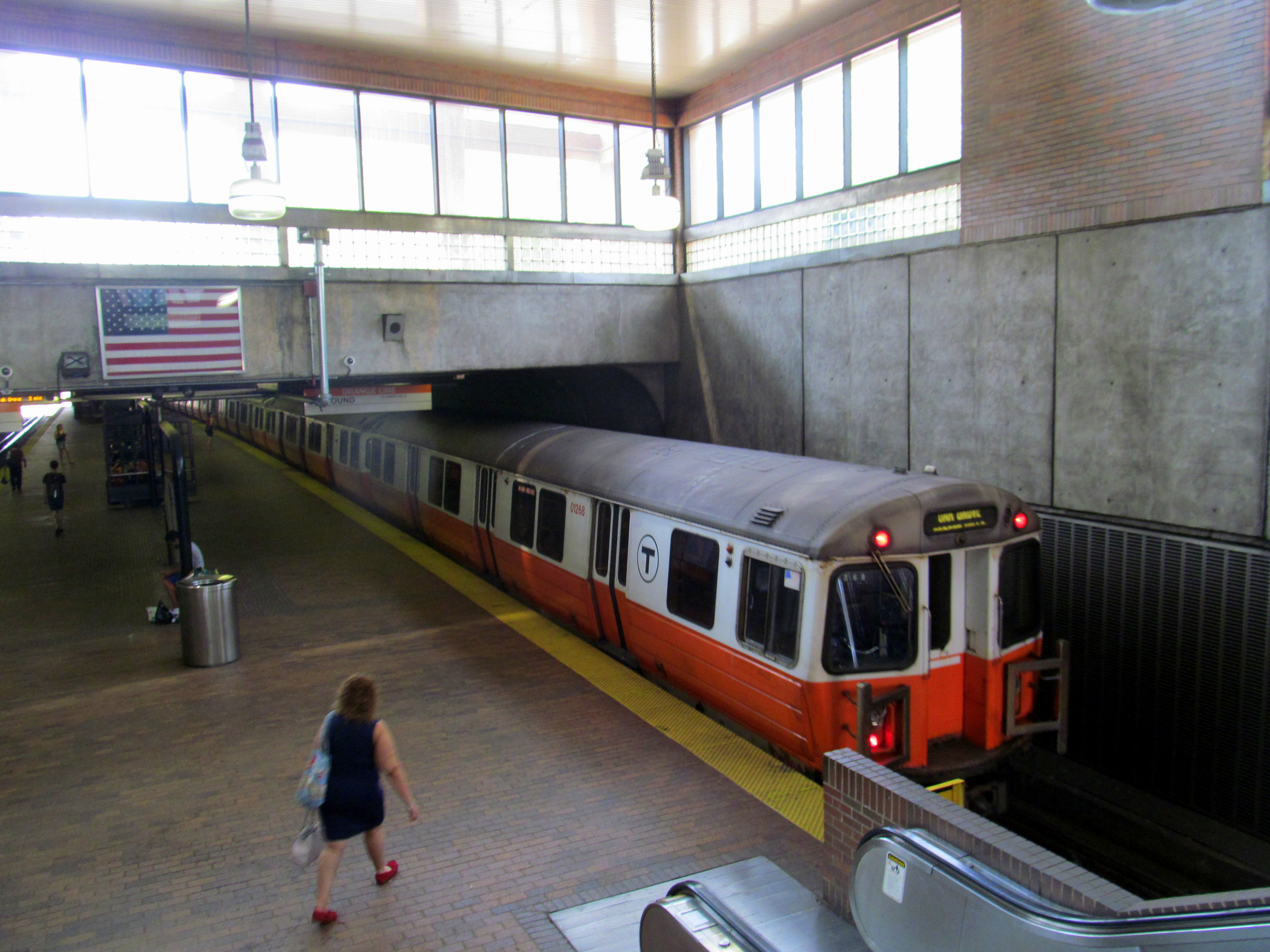
橙线列车停靠在斯托尼溪站（2016年）

1891年开始，旧殖民地铁路公司开始对穿过牙买加平原的干线铁路进行改造，将铁路抬升至四轨道堤坝上，以减少与地面交通的交叉。罗克斯伯里和牙买加平原的三座火车站——罗克斯伯里十字站、牙买加平原站和森林山站需要重建，改为架高车站。希思街和博伊尔斯顿街兴建两座车站。博伊尔斯顿街站和其他4座车站于1897年建成并投入使用。
1909年11月22日，华盛顿街高架向南延长至森林山。 尽管这五座高架车站与华盛顿街高架平行，并且运营了超过30年，但最终仍然无法与其竞争，最终于1940年9月29日关闭。
20世纪60年代，波士顿市政府计划将95号洲际公路沿着旧铁路线一直延伸至波士顿市中心，并在高速中央隔离带修建地铁代替华盛顿街高架铁路。1969年的高速抵制运动抗议在此兴建高速，1970年州长弗朗西斯·萨金特宣布暂时搁置在马萨诸塞州128号公路内修建高速的计划，1972年宣布项目取消，但是西南走廊区域已经清空。后来西南走廊被用来修建西南走廊公园，地铁改为沿着西南走廊修建，该地铁后来被命名为波士顿地铁橙线。博伊尔斯顿街站旧址上重建了新的地铁车站，并以河道斯托尼溪命名，起名为斯托尼溪站。华盛顿街高架于1987年4月30日永久关闭，替代的地铁于同年5月4日正式营运。
2012年7月1日，48路公交取消后，斯托尼溪站不再设换乘公交， 北部的杰克逊广场站成为附近主要的公交换乘车站。

## 车站结构
| G        | 地面               | 出入口                 |
| P 站台层 | 南行               | 往森林山（绿街）       |
| P 站台层 | 岛式站台，左侧开门 |                        |
| P 站台层 | 北行               | 往橡树林（杰克逊广场） |